# Angelika Bode
Angelika Bode (* 23. September 1954) ist eine deutsche Politikerin (parteilos). Sie war von 2005 bis 2011 hauptamtliche Bürgermeisterin der niedersächsischen Kreisstadt Winsen (Luhe).

## Leben
Angelika Bode studierte Jura. 1993 wurde sie Stadtdirektorin und somit hauptamtliche Leiterin der Stadtverwaltung Winsen (Luhe). Bei der ersten Direktwahl eines hauptamtlichen Bürgermeisters der Stadt Winsen, in dem fortan das Amt des Stadtdirektors integriert wurde, stellte sie sich am 12. September 2004 als Kandidatin der CDU zur Wahl und wurde dabei von SPD und FDP unterstützt. Die Wahlbeteiligung lag bei nur 33,61 Prozent. Angelika Bode erhielt 51,77 Prozent der gültigen Stimmen und setzte sich gegen den Kandidaten der Freien Wählergemeinschaft Winsen Oliver Berten durch, der 48,23 Prozent der gültigen Stimmen erhielt. Das Amt trat sie erst am 1. Juli 2005 als Nachfolgerin des letzten ehrenamtlichen Bürgermeisters Bodo Beckedorf (CDU) an, da ihre Amtszeit als Stadtdirektorin erst am 30. Juni 2005 endete. Damit wurde das Amt des Bürgermeisters erstmals in der Geschichte Winsens an eine Frau übertragen. Zur Bürgermeisterwahl 2011 verzichtete Bode auf eine erneute Kandidatur. Ihr Nachfolger ist der ehemalige Abgeordnete des Niedersächsischen Landtages André Wiese (CDU).